# Ecma International
Ecma International is een internationale, private standaardenorganisatie voor informatie- en communicatiesystemen. Voor 1994 heette de organisatie European Computer Manufacturers Association (ECMA), maar het internationale karakter van de organisatie is met een naamsverandering naar Ecma International bewerkstelligd. Bedrijven die computers, communicatieapparatuur en dergelijke maken, verkopen of ontwikkelen kunnen lid worden.
De organisatie is verantwoordelijk voor verschillende standaarden, zoals:
- ECMAScript
- Eiffel (programmeertaal)
- JSON